# Wędrująca Ziemia
Wędrująca Ziemia – opowiadanie fantastycznonaukowe chińskiego pisarza Liu Cixina, wydane w 2000 roku w Chinach, a w 2014 w Polsce w antologii „Kroki w nieznane” Wydawnictwa Solaris oraz w 2020 w zbiorze "Wędrująca Ziemia" (Rebis).

## Fabuła
Ziemscy naukowcy w trakcie badań Słońca odkrywają, iż fuzja helowa wodoru gwałtownie zaczęła przyspieszać, co w ciągu kolejnych 400 lat doprowadzi do błysku helowego i przekształcenia się Słońca w czerwonego olbrzyma, a za tym zniszczenie planet wewnętrznych Układu Słonecznego. Opowiadanie opisuje koniec przygotowań i początek podróży Ziemi z Układu Słonecznego do układu Alfa Centauri 380 lat po odkryciu. Podróż planety ma potrwać 2500 lat – 100 pokoleń i składać się z 5 faz: Epoki Zatrzymania, Epoki Wyjścia, Pierwszą Epoką Wędrówki (przyspieszenia), Drugą Epoką Wędrówki (hamowania) i Epoką Nowego Słońca.
Opowiadanie podzielone zostało na cztery części:
Część 1 – Epoka Zatrzymania
Część 2 – Epoka Wyjścia
Część 3 – Bunt
Część 4 – Epoka Wędrówki.

## Ekranizacja
Na podstawie opowiadania, w 2019 powstał film produkcji chińskiej, który przy budżecie 50 mln dolarów zarobił prawie 700 milionów.
W 2023 powstała kontynuacja filmu, niezwiązana z opowiadaniem.